# Proporcionalni brojač
Proporcionalni brojač je mjerni instrument koji se koristi za brojanje čestica ionizirajućeg zračenja i za mjerenje njihove energije. To je uređaj vrlo sličan Geigerovom brojaču, isto spada u grupu plinsko‐ionizirajućih detektora, ali su elektrode na manjem naponu od napona okidanja, pa se izbjegava zasićenje i ne dolazi do prostiranja lavina duž cijele žice. Snaga signala je razmjerna energiji upadnog zračenja, pa se može odrediti upadna energija (ako je cjelokupno zračenje apsorbirano).
Proporcionalni brojač je pogodan za mjerenja alfa-čestica. Brojač prebrojava i beta-čestice, ali kao spektrometar za beta-čestice obično ne služi. Brojač teško mjeri spektre nižih energija. Kod mjerenja gama zračenja bitno je da je proporcionalni brojač punjen plinom, jer mu je efikasnost mala. Upotrebom teškog plina efikasnost može dostići 10%. Koristi se i za mjerenje rendgenskog zračenja.

## Način rada
Proporcionalni brojač sastoji se od šuplje cijevi napunjene plemenitim plinom. Kućište brojača je uzemljeno, a sredinom prolazi tanka žica koja je anoda i nalazi se na visokom naponu od 1,5 do 2 kV. Foton zračenja koji uđe u brojač ionizirat će plemeniti plin, na primjer ksenon. Energija potrebna za nastanak takvog para je 20,8 eV. Ako ionizaciju izazove alfa-zračenje energije 8,04 keV, ono može proizvesti 8040/20,8 = 387 parova, a ako u brojač uđe zračenje dvostruko veće energije nastat će dvostruko veći broj takvih parova, dakle broj parova je proporcionalan energiji zračenja koje je ušlo u brojač.
Zbog visokog napona anode, elektroni nastali na taj način ubrzano se kreću prema njoj, a pozitivno nabijeni ioni kreću se sporije prema kućištu. S porastom brzine elektrona raste i njihova kinetička energija, pa imaju sposobnost ionizacije atoma na koje na svom putu naiđu. Na taj način dolazi do amplifikacije (pojačanja), tj. do porasta broja parova elektron-pozitivno nabijeni ion (104-107, ovisno o naponu).
Kada elektroni dospiju do anode, smanjit će se pozitivni naboj na kondenzatoru spojenom na anodu, odnosno nastat će električni signal čiji napon je razmjeran energiji zračenja koja ga je izazvala (vrijedi za određeni napon na brojaču). Kod Geigerovog brojača zbog previsokog napona gubi se proporcionalnost. Ovisno o debljini prozorčića, o kojoj ovisi apsorpcija, brojač je ili zataljen sa stalnim tlakom plemenitog plina ili kroz njega takav plin struji, pa razlikujemo PC i FPC. 
Za fotone manje energije, postavljaju se tanki prozori, od npr. plastike koji blokiraju zračenje većih energija (preko nekoliko 100 eV). Na visokim energijama, brojač je ograničen uvjetom da cjelokupno zračenje mora da bude apsorbirano unutar brojača. Koriste se različiti plinovi : argon, metan, ksenon, ugljikov dioksid i njihove mješavine, na atmosferskom tlaku. Uobičajena mješavina plinova je 90% argona i 10% metana, poznata kao P-10.

## Proporcionalni brojač kod datiranja ugljikom-14
Kod datiranja ugljikom-14 može se koristiti proporcionalni brojač. Potrebno je određenim kemijskim postupcima dobiti neki plin, koji sadrži sav ugljik iz uzorka, a istovremeno se može koristiti kao radni plin u brojaču. Ovisno o laboratoriju, kao brojački plin upotrebljavaju se ugljikov dioksid, metan, acetilen ili benzen. Proporcionalni brojač se sastoji obično od valjkaste katode i anode u obliku tanke centralne žice. Između njih je razlika potencijala od nekoliko tisuća volti. Beta-čestice nastale raspadom ugljika, koji je sastavni dio molekula brojačkog plina, ioniziraju na svom putu molekule plina, ostavljajući za sobom trag koji se sastoji od pozitivnih iona i elektrona. Elektroni se ubrzavaju prema anodi i u njenoj blizini, gdje je električno polje najjače, proizvode lavine parova ion-elektron, koji se sakupljaju na anodi, proizvodeći električne signale. Svaki beta raspad stvori jedan impuls i on se detektira elektroničkim putem.